# Galactophages
Les Galactophages (en grec ancien Γαλακτοφάγους) sont un ensemble de tribus mythiques d'origine scythe, mentionnées dans l'Iliade d'Homère.

## Les Galactophages chez Homère
Les Hippémolges sont avec les Galactophages et les Abiens décrits comme des cavaliers et pasteurs, nomades armés de flèches se déplaçant sur de larges chariots. Les Galactophages, dont le nom signifie Qui se nourrissent du lait ne sont mentionnés qu'à une seule reprise par Homère. Robert Flacelière dit d'eux qu'ils sont d'origine scythe, et Hésiode les évoque ainsi : « Dans le pays des Galactophages, à qui leurs chars servent de maisons ». Selon le Journal asiatique de 1855, les mots galactophages et hippémolges pourraient s'appliquer encore aujourd'hui aux Calmouques, peuple nomade qui parcourt les steppes entre le Don et le Volga.

## Sources
- Strabon, Géographie [détail des éditions] [lire en ligne] : Chap. 3, § 3 et 6,7, 9
- Fragment XX d'Hésiode
- Homère, Iliade [détail des éditions] [lire en ligne] XIII, 5 et 6.